# 11593 Uchikawa
11593 Uchikawa (1995 HK) là một tiểu hành tinh vành đai chính được phát hiện ngày 20 tháng 4 năm 1995 bởi K. Endate và K. Watanabe ở Kitami.